# Aline Réveillaud de Lens

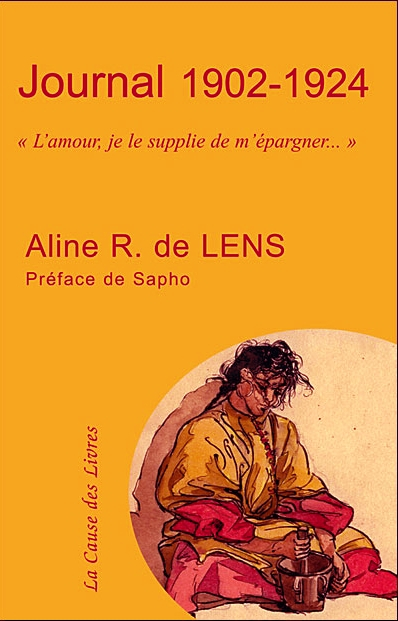
Couverture de l’édition du journal intime d’Aline Réveillaud de Lens.

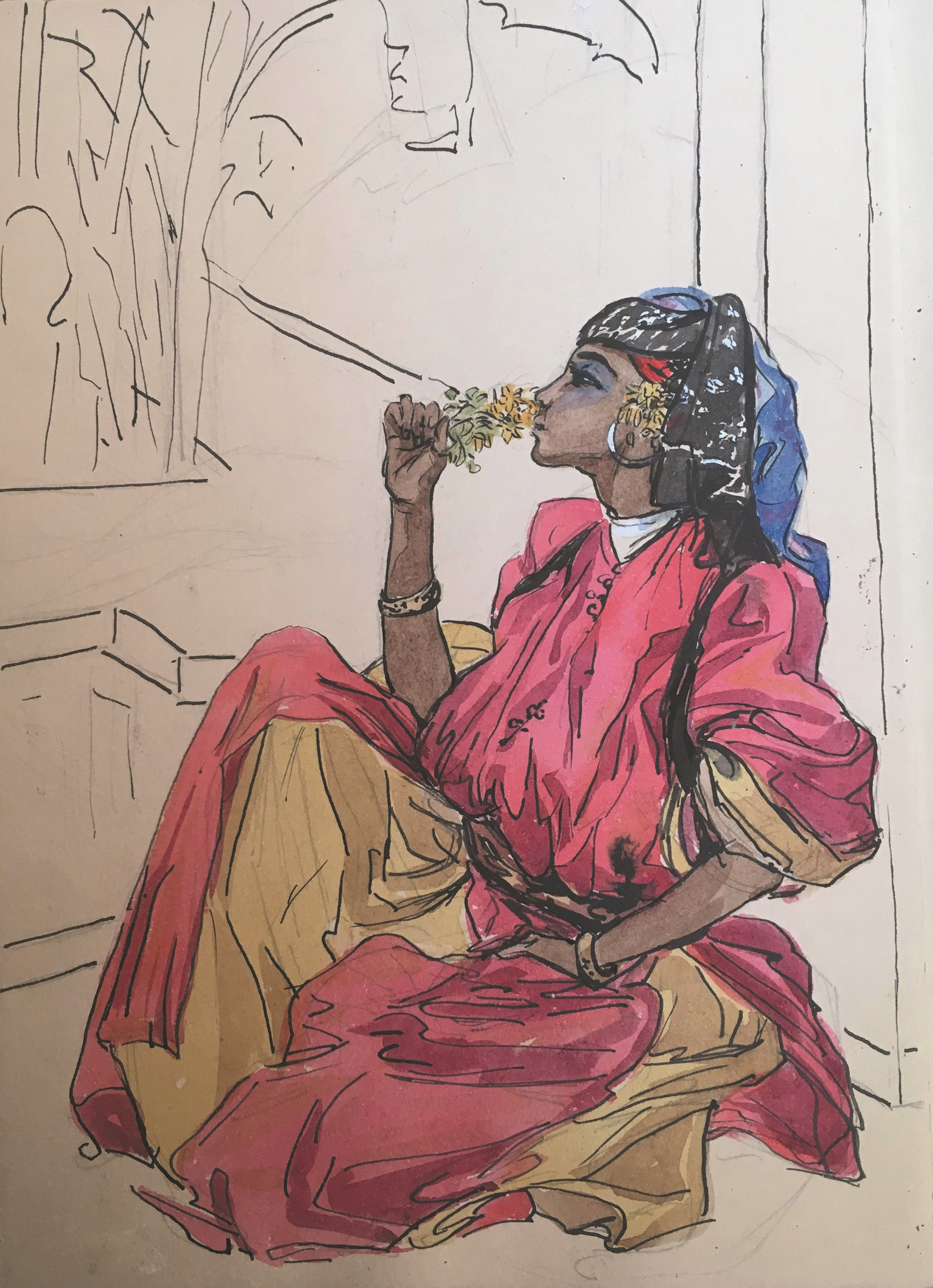
Illustration de l’album Femmes musulmanes dans diverses attitudes.

Aline Réveillaud de Lens, née Aline de Lens le 2 mars 1881 à Paris et morte le 10 février 1925 à Fès, est une écrivaine et une artiste peintre française.
À partir de 1911, elle a vécu et a créé ses œuvres en Tunisie et au Maroc. Elle signait ses œuvres : « A. R. de Lens », « A.-R. de Lens », ou « Aline de Lens ».

## Biographie
Aline de Lens est la première des cinq enfants d’Émile Delens (l’orthographe du nom a été officiellement changé en 1921). Son père est un chirurgien parisien reconnu. La famille, aisée, assure aux enfants une éducation artistique typique pour l’époque : elle joue du violon et dessine. Dans son journal, elle avoue vouloir suivre les pas de son père et faire des études en biologie ou en chimie, mais sa faible santé et la neurasthénie dont elle souffre dès l’adolescence ne lui permettent pas de réaliser ce rêve.
Aline de Lens décide de consacrer sa vie à la peinture. Elle commence à peindre à l’âge de 15 ans, puis s’inscrit à l'Académie Julian à Paris et, en 1904, elle devient l’une des premières femmes admises à École des beaux-arts de Paris, dans l’atelier de Ferdinand Humbert. Lors de ses études, elle remporte quelques succès. En 1908, elle se rend en Espagne pour améliorer sa santé. La même année, elle rencontre André Réveillaud, de six ans son cadet. Ils décident de se marier mais refusent de consommer leur mariage pour qu’« aucun désir ne souille jamais » leur union.
Au début, les deux familles ont du mal à accepter l’union de leurs enfants et c’est sans doute l’une des raisons pour lesquelles le couple décide de quitter la France. En 1911, le lendemain de leur mariage, ils se rendent à Tunis où André Réveillaud devient fonctionnaire colonial. À la fin de 1913, il est muté au Maroc, protectorat français nouvellement créé, et le couple déménage à Rabat. En 1915, dans la Revue de Paris, Aline Réveillaud de Lens publie son premier article, « Au Maroc pendant la guerre ». Elle y parle de la mission colonisatrice de la France et de l’activité du général Lyautey, Résident général au Maroc, qui, d’ailleurs, complimente beaucoup son travail. L’écrivaine lui dédiera la seconde partie du cycle de ses nouvelles Le Harem entr’ouvert. Mœurs marocaines.
En novembre 1915, les Réveillaud déménagent à Meknès. Elle s’engage dans les actions du Service des Arts indigènes, et écrit des articles qui visent à familiariser le lecteur français avec la culture et l’art marocains. Dès 1917, elle se met à publier les nouvelles du cycle Le Harem entr’ouvert qui deviennent très populaires. En 1922 paraît son roman Derrière les vieux murs en ruines.
Le 24 mai 1921, elle écrit dans son journal qu’elle est gravement malade depuis deux ans et qu’on vient de lui amputer le sein gauche. L’amputation n’arrête pas la maladie. Les frères Jean et Jérôme Tharaud, qui lui rendent visite peu avant sa mort, décrivent le corps épuisé par la souffrance et les yeux vifs, pressants, témoignant une activité intellectuelle hors du commun. La dernière entrée de son journal, écrite par son mari, informe qu’Aline Réveillaud de Lens a vécu les dix derniers mois de sa vie pratiquement immobile, en grandes douleurs physiques. Elle est morte le 10 février 1925 à Fès.

## Œuvre
Les tableaux d’Aline Réveillaud de Lens restent aujourd’hui pratiquement inconnus. En 1947, sa sœur, Marie-Thérèse, a fait don de la collection d’une centaine de ses toiles à l’hôtel de ville de Meknès nouvellement créé où elles allaient être exposées en permanence. À présent, dans le siège principal de la Commune urbaine de Meknès, on ne trouve que six tableaux d’Aline Réveillaud de Lens. Les autres ont disparu. La liste des tableaux donnés se trouve dans les archives de la famille de Lens. La famille possède aussi un album de vingt gouaches, dont l’une a été reproduite sur la couverture de l’édition du journal intime de la femme peintre. Aujourd’hui, Aline Réveillaud de Lens est avant tout connue pour son œuvre littéraire.
Entre 1917-1919, dans la Revue de Paris paraissent ses 23 nouvelles qui, en 1919, ont été conjointement publiées sous le titre : Le Harem entr’ouvert. Le livre se compose de deux parties, tunisienne et marocaine, et raconte les problèmes des femmes indigènes, tels que leur claustration ou leur dépendance de l’homme, mais aussi leurs plaisirs quotidiens. Dans la première partie, la narratrice européenne est facilement identifiable avec l’auteure alors que, dans la seconde partie, inspirée du séjour marocain, la narratrice semble déjà faire partie du monde maghrébin. Quelques nouvelles s’inspirent aussi de la poésie arabe classique et de la tradition des conteurs publics.
L’Académie française lui décerne le prix de Jouy en 1923 pour cet ouvrage.
En 1922 paraît le plus intéressant livre de l’écrivaine : Derrière les vieux murs en ruines. Il porte le sous-titre de roman marocain et est écrit sous la forme de journal intime d’une Française qui vient de déménager à Meknès. L’action du roman se concentre autour du mariage qu’un vieux chérif (noble marocain) projette de conclure avec la fille adolescente de son ancien ennemi qui, dans son testament, lui a donné un privilège bien rare au pays de l’islam : on ne peut pas la marier contre son gré. La jeune fille refuse d’épouser le vieillard, mais celui-ci corrompt tous ses proches et réussit finalement à forcer sa volonté. Cette histoire n’est pourtant qu’un prétexte pour décrire la vie des femmes marocaines et leurs relations avec la narratrice européenne. Le roman se caractérise par le respect pour la culture de l’Autre, bien rare à l’époque.
Juste avant la mort d’Aline Réveillaud de Lens paraît encore L’Étrange Aventure d’Aguida, un recueil de trois nouvelles dont le schéma narratif est similaire : à cause des manipulations de ses compatriotes, un protagoniste marocain se retrouve dans une situation difficile et ne se tire d’affaire que grâce à un couple français facilement identifiable avec les Réveillaud. Malgré ce contenu qui suggère que l’écrivaine choisit la perspective coloniale, la narration privilégie le point de vue marocain et la présence des Français au Maroc n’est pas jugée comme positive de façon univoque.
En 1925 sort aussi un recueil posthume : Pratiques de harems marocains. Sorcellerie, médecine, beauté. Il se compose de recettes magiques recueillies par Aline Réveillaud de Lens dans les harems et précédées d’une introduction. L’auteure ne commente pas les recettes, qui ont d’ailleurs déjà été publiées dans la revue Maroc médical, mais dans son attitude envers les pratiques décrites, parfois absurdes du point de vue de la médecine, on voit clairement une volonté de comprendre.
En 1932, la Revue de Paris publie un autre cycle de ses nouvelles : Jardins maures. C’est l’espace qui devient le protagoniste des textes et plus précisément les jardins du titre. Pour les musulmanes cloîtrées, les jardins deviennent alors un substitut de la nature vivante et un endroit qui console.
Aline Réveillaud de Lens est aussi l’auteure de plusieurs articles. Parfois, ce sont des textes purement ethnographiques, comme « La Fête des Aïssaouas à Meknès ». Parfois, il lui arrive d’écrire des articles de propagande, comme « Au Maroc pendant la guerre », déjà mentionné, ou « La Main-d’œuvre féminine au Maroc » où l’écrivaine suggère que les Marocaines qui vivent dans les harems devraient commencer à travailler, ce qui serait profitable à la société. De tels éléments de propagande sont pratiquement absents dans les nouvelles et romans lensiens.
En 2007, chez La Cause des Livres, est paru le journal intime d’Aline Réveillaud de Lens. Il était déjà prêt à être publié dans les années 1920. Le projet fut pourtant abandonné à cause de la mort d’André Réveillaud. Des passages du journal ont été employés par les frères Tharaud dans leur roman Les Bien Aimées (1932). C’est d’ailleurs dans leur dossier conservé dans le département des manuscrits de la Bibliothèque nationale de France qu’il a été trouvé par Philippe Lejeune. Le chercheur était en train de travailler sur son livre Le Moi des demoiselles : enquête sur le journal de jeune fille. Il y a décrit Aline Réveillaud de Lens et son journal, en inspirant ainsi sans doute son édition. 
À la suite de cette reédition, en 2009,  un recueil de l'ensemble des nouvelles composant le Harem entr'ouvert a été publié par les éditions Le Fennec de Casablanca, Maroc, avec une préface de Farid Zahi présentant l'autrice et le contexte marocain.

## Publications

### Articles
- « Au Maroc pendant la guerre », La Revue de Paris, no 1, le 1er novembre 1915, p. 161-171.
- « Bijoux des mille et une nuits », France-Maroc. Revue mensuelle, no 5, le 15 mai 1917, p. 30-33.
- « La Fête des Aïssaouas à Meknès », France-Maroc. Revue mensuelle, no 1, le 15 janvier 1918, p. 25-26.
- « La Journée d’une Chérifa », Lecture pour tous, juin 1922, p. 1246.
- « La Main-d’œuvre féminine au Maroc », France-Maroc. Revue mensuelle, no 2, le 15 février 1919, p. 53-54.
- « La Médecine des indigènes marocains. Les pratiques médicales de matrones à Meknès », Maroc Médical, no 5, le 15 mars 1922, p. 194-198 ; no 6, le 15 avril 1922, p. 240-242 ; no 7, le 15 mai 1922, p. 279-280 ; no 8, le 15 juin 1922, p. 309-311 ; no 9, le 15 juillet 1922, p. 333-335 ; no 10, le 15 août 1922, p. 357-359 ; no 11, le 15 septembre 1922, p. 391-392 ; no 12, le 15 octobre 1922, p. 421-422.
- « Le Bonheur des Musulmanes », L’Action nationale, tome XVIII, janvier-juin 1922, p. 270-272.
- « Les Arts indigènes au Maroc », Le Maroc Artistique, 1917, numéro spéciale : L’Art et les artistes, p. 30-44.
- « Les Femmes marocaines et la guerre », L’Action nationale, mai 1919, p. 281-289.
- « Un Mariage à Meknès dans la petite bourgeoisie », Revue du monde musulman, vol. XXXV, 1917-1918, p. 31-55.
- « Un Prévôt des marchands au XXe siècle. Le Mohtasseb », France-Maroc. Revue mensuelle, no 4, le 15 avril 1919, p. 110.
- « Une femme-peintre marocaine », France-Maroc. Revue mensuelle, no 3, le 15 mars 1917, p. 25-27.

### Nouvelles et roman publiés dans des revues
- « Derrière les vieux murs en ruines », La Revue de Paris, janvier-février 1922, p. 117-138, 332-358 et 609-626 ; et mars-avril 1922, p. 378-398 et 601-633.
- « Jardins maures », La Revue de Paris, Septembre-Octobre 1932, p. 637-650.
- « Le Harem entr’ouvert (1re partie) », La Revue de Paris, juillet-août 1917, p. 295-382.
- « Le Harem entr’ouvert (fin) », La Revue de Paris, juillet-aoűt 1917, p. 525-564.
- « Le Harem entr’ouvert. Mœurs marocaines (2e partie) », La Revue de Paris, mai-juin 1919, p. 129-162.
- « Le Harem entr’ouvert. Mœurs marocaines (fin) », La Revue de Paris, mai-juin 1919, p. 377-402.
- « Marouf le clairvoyant », Revue de France, no 15, le 15 août 1922, p. 713-741.

### Ouvrages
- Derrière les vieux murs en ruines. Roman marocain, Paris, Calmann-Lévy Éditeurs, 1922.
- Journal 1902-1924. « L’amour, je le supplie de m’épargner… », texte revu par Antoinette Weil, préface de Sapho, Paris, La Cause des Livres, 2007.  (ISBN 978-2-9519363-8-6)
- Le Harem entr’ouvert, Paris, Calmann-Lévy Éditeurs, 1919. Deuxième édition : Casablanca, Éditions Le Fennec, 2009.  (ISBN 978-9954-415-97-9)
- L’Étrange Aventure d’Aguida, Paris, Les Éditions de France, 1925.
- Pratiques des harems marocains. Sorcelleries, médecine, beauté. Avec une préface par les docteurs Speder et Lépinay, Paris, Librairie orientaliste Paul Geuthner, 1925. Deuxième édition : Casablanca, Éditions du Sirocco, 2008,  (ISBN 9954-8851-3-7)